# Дежнев, Николай Борисович
Николай Борисович Дежнев (настоящая фамилия Попов; 18 мая 1946, Москва) — российский писатель, прозаик.

## Биография
Родился в 1946 году. С 1964 по 1970 годы обучался в Московском инженерно-физическом институте (МИФИ). До 1972 года работал в научно-исследовательском институте оптических измерений, в 1980 году окончил Академию внешней торговли СССР, работал в Министерстве науки и техники СССР. В период с 1980 по 1983 год и с 1983 до 1989 работал в подразделении ООН в Вене, специализировался в области международного научно-технического сотрудничества. С 1998 года отошёл от основной работы и сосредоточился на литературном творчестве. Прозу начал писать с 1982 года. Член Союза писателей России с 1998 года.
Образование:
- Московский инженерно-физический институт (МИФИ) — 1964—1970, инженер-физик.
- Московский институт интеллектуальной собственности, вечернее отделение, окончил в 1975 г. Квалификация — патентовед.
- Всесоюзная академия внешней торговли, дневное отделение, факультет экономистов-международников (кадры для системы ООН), 1977—1980, экономист-международник.

Некоторые зарубежные литературные критики сравнивают творчество Дежнева — с творчеством Кастанеды или Маркеса. В 2003 году роман «Игра в слова» был включён в «длинный список» претендентов на премию «Букер».
В 2009 году в издательстве «Терра» вышла трилогия «В концертном исполнении», «Год бродячей собаки», «Принцип неопределённости». В них рассказывается о судьбах трёх молодых людей, каждый из которых идёт своей дорогой.
Роман «В концертном исполнении» был переведён на 10 языков и вышел в
США, Германии, Польше, Франции, Испании, Нидерландах, Норвегии, Бразилии, Израиле, Сербии.
Также писателем был опубликован ряд рассказов, вошедших в книги.

### Романы
- 2021 - "Между строк" - ISBN 978-5-7516-1658-8
- 2019 - "Рокировка" - ISBN 978-5-7516-1528-4
- 2014 — «Канатоходец» — ISBN 978-5-7516-1262-7
- 2014 — «Пояс Койпера» — ISBN 978-5-7516-1251-1
- 2010 — «Дорога на Мачу-Пикчу» — ISBN 978-5-4224-0001-0
- 2010 — «Асцендент Картавина» — ISBN 978-5-4224-0152-9
- 2009 — «Принцип неопределенности» Архивная копия от 18 июля 2010 на Wayback Machine — ISBN 978-5-275-02033-5
- 2009, 2003, 1997, 1995 — «В концертном исполнении» (Анна и падший ангел) Архивная копия от 19 ноября 2011 на Wayback Machine — ISBN 978-5-275-02029-8 — ISBN 5-18-000383-0 — ISBN 5-7027-0461-4
- 2009, 2004 — «Год бродячей собаки» Архивная копия от 19 августа 2011 на Wayback Machine — ISBN 978-5-275-02043-4
- 2005 — «Белый городок» Архивная копия от 30 августа 2011 на Wayback Machine — ISBN 5-94117-132-3
- 2005, 2000 — «Русский синдром. Одиссея капитана Колошина» Архивная копия от 19 ноября 2011 на Wayback Machine — ISBN 5-9691-0090-0
- 2006 — «Пришелец» Архивная копия от 19 ноября 2011 на Wayback Machine — ISBN 5-9691-0058-7
- 2005 — «Прогулки под зонтиком» — ISBN 5-17-010954-7
- 2004 — «Жизнь Жужжалина» Архивная копия от 17 января 2012 на Wayback Machine — ISBN 5-94117-131-5
- 2002 — «Игра в слова» Архивная копия от 17 января 2012 на Wayback Machine — ISBN 5-94117-133-1

### Повести
- 1987 — Международный чиновник

### Рассказы
- 2010 — «Канатоходец»
- 2010 — «Чаша»
- 2009 — «Александр Степанович жил»
- 2009 — «Два францисканца»
- 2009 — «Уловка Усольцева»
- 2005 — «Читая Гоголя»
- 2002 — «Прогулка под зонтиком»
- 1992 — «Счастье»
- 1992 — «Свиппер»
- 1992 — «Любовь»
- 1982 — «Александр Степанович жил…»

### Пьесы
- 2004 — «Забава провинциала»